# The Floorwalker
The Floorwalker és un curtmetratge mut dirigit, coescrit i protagonitzat per Charles Chaplin. Es tracta de la primera pel·lícula que Chaplin va rodar per a la Mutual, i es va estrenar el 15 de maig del 1916.

## Argument
En uns grans magatzems el gerent rep una carta de la direcció en la qual se li anuncia que troben a faltar 80.000 dòlars i que envien dos detectius per mirar d'aclarir l'assumpte. El gerent, causant del desfalc, fa cridar el cap de secció que és el seu còmplice i decideixen agafar tots els diners de la caixa forta i fugir abans que arribin els detectius. Charlot, mentrestant es passeja pels grans magatzems mirant-ho tot i fent anar de corcoll a un pobre venedor i per això, quan arriben els detectius de la companyia el volen detenir. Mentrestant, després de posar tots els diners dins d'una maleta, el cap de secció deixa el gerent fora de combat enduent-se tots els diners per a ell. Just en sortir del despatx es troba davant per davant amb Chaplin que té un aspecte gairebé igual, i els dos personatges es creuen davant del mirall. Aclarit el malentès, i per eludir els vigilants de la botiga, el lladre intercanvia papers amb Charlot. Quan els detectius arresten al verdader lladre Charlot es queda amb la maleta. En veure el gerent a Charlie amb la maleta comença a perseguir-lo per la botiga on hi ha una escala mecànica per pujar al primer pis i un ascensor per baixar. La policia s'involucra en la persecució i el gerent acaba amb el cap esclafat per l'ascensor.

## Repartiment
- Charles Chaplin (Charlot)
- Eric Campbell (gerent)
- Edna Purviance (secretària del gerent)
- Lloyd Bacon (cap de secció)
- Albert Austin (venedor)
- Charlotte Mineau (detectiu)
- Leo White (client)
- Henry Bergman (vell) (no surt als crèdits)
- Frank J. Coleman (conserge) (no surt als crèdits)
- Bud Jamison (no surt als crèdits)
- James T. Kelley (botones) (no surt als crèdits)
- Tom Nelson (detectiu) (no surt als crèdits)
- John Rand (policia) (no surt als crèdits)
- Wesley Ruggles (policia) (no surt als crèdits)
- Tiny Sandford (no surt als crèdits)